# Tre casi per Laura C
Tre casi per Laura C è una miniserie televisiva italiana, prodotta dalla Rai e andata in onda in prima visione nel 2002 su Rai Due. È composta da tre episodi, ognuno con trama a sé stante. La regia è di Gianpaolo Tescari.
La fiction è conosciuta anche con il titolo Il lato oscuro ed ha come protagonista Lucrezia Lante della Rovere.

## Trama
Laura Correnti è una psichiatra che collabora con la polizia al fine di risolvere alcuni brutali casi di omicidio, compiuti da pericolosissimi serial killer. In ognuno dei tre episodi, tra loro non collegati, Laura, riuscirà a dare un volto al serial killer braccato dalla polizia.

## Episodi
- L'amore uccide
- Dopo la sentenza
- Il signore delle anime

## Cast

### L'amore uccide
- Lucrezia Lante della Rovere: Laura
- Valeria D'Obici
- Andrea Jonasson
- Dario D'Ambrosi
- Linda Gennari
- Franco Trevisi
- Daniele Griggio
- Paolo Buglioni
- Sergio Ammirati
- Barbara Abbondanza
- Gian Luigi Fogacci
- Mauro Marchese
- Vanessa Compagnucci
- Alessandro Mor

### Dopo la sentenza
- Lucrezia Lante della Rovere: Laura
- Julija Majarčuk
- Pietro Ragusa
- Arnaldo Ninchi
- Pier Paola Bucchi
- Marina Sorrenti
- Franco Trevisi
- Daniele Griggio
- Paolo Buglioni
- Gian Luigi Fogacci
- Mauro Marchese
- Aleksandar Cvjetković
- Stefano Quatrosi
- Giorgia Gianetiempo
- Giuseppe Oppedisano
- Pino Michienzi
- Barbara Abbondanza
- Zora Ulla Keslerova
- Vanessa Compagnucci
- Alessandro Mor

### Il signore delle anime
- Lucrezia Lante della Rovere: Laura
- Rinaldo Rocco
- Franco Trevisi
- Daniele Griggio
- Paolo Buglioni
- Gian Luigi Fogacci
- Mauro Marchese
- Felice Leveratto
- Francesco Barilli
- Sonia Martinelli
- Luca Criscuoli
- Fabio Grossi
- Marta Salaroli
- Arnaldo Ninchi
- Paola Benocci
- Barbara Abbondanza
- Valentina Compagnucci
- Alessandro Mor